# Aarhus
 For alternative betydninger, se Aarhus (flertydig). (Se også artikler, som begynder med Aarhus)
Aarhus ([ˈå·ˌhu’s]) eller Århus er Danmarks næststørste og Jyllands største byområde med 301.049 indbyggere  (2025). I Aarhus Kommune bor der 373.388 indbyggere  (2025). Midtbyen i Aarhus rummer ca 90.000 indbyggere og er det centrale Aarhus hovedsageligt indenfor den indre Ringgade. Aarhus Kommune definerer Aarhus' Storbyområde (kaldet Business Region Aarhus) til at omfatte samtlige kommuner i den statistiske landsdel Østjylland samt Viborg Kommune, hvilket omfatter en befolkning på 1.018.955 fordelt på 7.250,90 kvadratkilometer. Aarhus er desuden centrum i Byregion Østjylland (engelsk: East Jutland Metropolitan Area), der med en befolkning på 1.450.916 i et bælte fra Randers til Haderslev er Danmarks næststørste metropolområde og vækstcenter, kun overgået af København.
Byen ligger i Østjylland ved Aarhus Bugt med udsigt til halvøen Mols i østlig retning og til Kattegatøerne Samsø og Tunø længere borte mod sydøst.
Aarhus fik købstadsrettigheder 2. juli 1441, men byen kan formentlig spores tilbage til midten af 700-tallet. Dens navn kommer af det olddanske Ārōs "Åens Munding". Aarhus centrum befinder sig i en ådal ved Aarhus Å, med bydele placeret på bakker langs ådalen. Byens forstæder befinder sig både i højt- og lavtliggende terræn. Nær bymidten findes Riis Skov og Marselisborg Skov i et bakket terræn, og de anvendes traditionelt til rekreative formål. Mod vest i ådalen ligger Brabrand Sø og Årslev Engsø. Mod nord er Aarhus afgrænset af Egådalen, der ligger i tilknytning til Egåen nær Mollerup Skov og Egå Engsø.
Byens indbyggerne kaldes aarhusianere. Aarhusiansk er adjektivet til "Aarhus" og samtidig navnet på den stedlige dialekt (væsentligst rigsdansk med mere eller mindre udtalt østjysk tonefald). Kommunen skiftede 1. januar 2011 officielt navn tilbage til Aarhus, som også var byens navn før indførelsen af bolle-å med retskrivningsreformen i 1948.
Den 24. august 2012 blev Aarhus sammen med resten af Region Midtjylland udvalgt som europæisk kulturhovedstad i 2017.

## Etymologi
Der er for få eller ingen kildehenvisninger i dette afsnit, hvilket er et problem. Du kan hjælpe ved at angive troværdige kilder til de påstande, som fremføres.

Árós er det gamle navn på byerne Aarhus, Trondheim (Nidaros), Västerås (Vestre Aros) og Uppsala (Østre Aros).
Navnet kommer af ār, en gammel genitiv til ordet å, og det ikke længere anvendte os, "munding", dvs. "Åens Munding".
Aarhus er anlagt ved udløbet af Aarhus Å, der var en hovedfærdselsåre i vikingetidens Østjylland; samtidig var det også ved Aarhus, at der lå det mest oplagte vadested for den kørende nord-sydgående trafik (ved nutidens Immervad).

### Å/Aa-stavning
Med retskrivningsreformen i 1948 blev Århus den officielle stavemåde fra kommunens side; der var dog valgfrihed i ordbøgerne. En række kommuner ønskede at beholde den gamle retskrivning af deres stednavne. Århus byråd godkendte derimod allerede samme år den nye stavemåde. Derved kunne byen markere sig som progressiv.
Op gennem 1950'erne og 1960'erne ønskede blandt andet Aalborg og Aabenraa kommune at gå tilbage til Aa-stavning. Det blev statsligt anerkendt ved et cirkulære fra undervisningsminister Bertel Haarder i 1984, der bestemte, at kommunerne selv kunne vælge stavemåde. Dette gik imod Stednavneudvalgets og Dansk Sprognævns råd. Derefter fulgte flere andre kommuner efter og genindførte Aa-stavning.
Den 27. oktober 2010 besluttede byrådet med virkning fra 1. januar 2011 at skifte tilbage til stavemåden Aarhus. Ændringen blev besluttet med 17 stemmer for (Socialdemokraterne, SF og Det Radikale Venstre) og 10 stemmer imod (Venstre, De Konservative og Dansk Folkeparti). Formålet med ændringen var ifølge indstillingen til byrådet at være mere konsekvent og ensartet i sin kommunikation lokalt, nationalt og internationalt, at bynavnet kan genkendes internationalt, sammenhæng mellem Aarhus Kommunes digitale adresse og byens navn, og at styrke Aarhus i den globale konkurrence, fordi Aa styrker den digitale profilering/kommunikation af Aarhus.
Beslutninger om at anvende Aa-stavning gælder i princippet kun for kommunens egne myndigheder. Stavemåderne med Å er stadig officielt korrekte for alle danske stednavne. Ved stednavne, som også har en lokalt bestemt Aa-stavning, er der i den officielle stednavneliste anført en note om, at "den lokale kommune ønsker å, Å skrevet som aa, Aa". Mens det tog flere år at få genindført stavemåden Aalborg på statslige skilte, lister, i køreplaner m.v., så har pressen, DSB, Post Danmark og statslige myndigheder denne gang hurtigt rettet sig efter Aarhus Kommunes beslutning.
Det er dog værd at bemærke at dobbelt-a stavemåden har været anvendt længst, og mange institutioner og firmaer aldrig har benyttet sig af bolle-å; det gælder eksempelvis Aarhus Universitet, FOF Aarhus, Aarhus Teater og Aarhus Gymnastikforening (AGF), men også ved etableringen af nye institutioner inden 2011, eksempelvis AarhusKarlshamn og Aarhus Bryghus.
Ifølge Google Trends var Å-stavemåden langt den mest udbredte i Google-søgninger i Danmark i 2004, hvor Google begyndte at føre statistik, mens stavemåden "Aarhus" var støt faldende lige op til navneskiftet i 2011. Stavemåden "Aarhus" er fra 2024 den mest udbredte stavemåde, når folk søger på Google både fra Danmark og internationalt. 

### Smilets by
Smilets by er et kommercielt tilnavn for byen Aarhus, lejlighedsvis benyttet af offentligheden. Benævnelsen fremkom efter et bestyrelsesmøde i Aarhus Turistforening den 17. marts 1938, hvor man planlagde at gøre et fremstød for byen. Man ville blandt andet udsende en folder i 50.000 eksemplarer med titlen "Aarhus – Sommerens og Smilets By".
Tilnavnet fik ikke nogen særlig god modtagelse, hverken i pressen eller hos byens borgere. Man fandt det fordringsfuld eller ligefrem latterligt, hvilket resulterede i at det allerede i 1948 blev afskaffet. Navnet har siden slået an, og er blevet brugt af forskellige medier i omtalen af Aarhus, men har faktisk aldrig været byens officielle slogan.
I 1970 udskrev Århus Stiftstidende en konkurrence om et nyt slogan for byen. Valget faldt på "Århus - En god del af Danmark", som dog heller aldrig slog an.
I 2011 forsøgte man sig med at ændre byens brandingstrategi, så den var mere internationalt orienteret. Man brugte 1 mio. kr. på markedsføring af det nye slogan "Aarhus - Danish for progress" og "With Aarhus" Sidstnævnte benyttes med bogstaverne 'us' fremhævede, og forskellige varianter, eksempelvis "Connect with Aarhus". Det førstnævnte fængede imidlertid ikke, og i oktober 2014 opgav man det nye slogan og har siden ikke haft noget officielt slogan, men har i visse internationale sammenhænge brugt udtrykket 'With Aarhus'.

## Historie

### Vikingebyen
De ældste arkæologiske fund i Aarhus er glasperler fra slutningen af 700-tallet, mens de ældste fund af huse er halvt nedgravede grubehuse. De blev brugt som både bolig og værksted. I husene og de tilhørende lag er der fundet kamme, smykker og lignende, der tyder på, at bebyggelsen er fra omkring år 900. Udgravninger i foråret 2005 afslørede en såkaldt bygrøft fra omkring 850, der har markeret den handelsplads, som byen opstod fra. Tilsyneladende er grøften allerede omkring 870 blevet fyldt op, og området er blevet bebygget.
Mindre bysamfund som Holmstrup nær Aarhus er dateret cirka til år 800 gennem kilder fra 1294.
Grundige studier i bl.a. udbredelsen af stednavne med snekke og undersøgelser af Kanhavekanalen på øen Samsø og Draget på Helgenæs synes at vise, at Aarhus var en blomstrende by allerede i 700-tallet. Byens havn lå beskyttet oppe ad åen, nemlig ved Åby og med et skibsværft på Snekkeeng (nu Eskelund) sydøst herfor, nedenfor Kongsvang.
Man antager, at der tidligt har ligget en lille trækirke lidt uden for bebyggelsen, omtrent hvor Klosterkirken ligger i dag.
Fund af seks runesten i og omkring Aarhus tyder på, at den omkring år 1000 har haft stor betydning, eftersom kun stormænd rejste runesten.
Omkring 1040 blev der slået mønter i Aarhus, først af Hardeknud – der var blevet kronet til konge i Viborg i 1027 – og senere af Magnus den Gode.
Fund af bl.a. kamme og træskærerarbejder tyder på en del håndværk, men udenlandske varer fortæller også om handel: vægtlodder og kværnsten fra Rhinområdet, klæberstensvarer fra Nordskandinavien og keramik fra Østersøområdet.

### Volden
Aarhus var i vikingetiden omgivet af en halvkredsformet forsvarsvold, der i det væsentlige fulgte de gader, hvis navne stammer derfra (Graven, Volden, Borgporten), og derefter gik tilbage mod havet langs med åen. Det passer med, at byen har ligget mellem åmundingen og vadestedet over åen. Der har langs med ydersiden af volden været sænkninger i terrænet, så den har været omgivet af våde voldgrave.
Hvornår volden er anlagt, ved man ikke præcis, men der er nok gået nogle år efter de første bosættelser, svarende til de tidlige år af 900-tallet. Udgravninger i foråret 2005 tyder på, at volden er blevet opført relativt hurtigt omkring 934, muligvis i forbindelse med Henrik Fuglefængers angreb på Jylland. I anden halvdel af 900-tallet blev volden forstærket og i 1200-tallet voldsomt udbygget. Efter den sidste udbygning var volden 20 meter bred og seks-otte meter høj.

### 1100-1500-tallet
Foranlediget af biskop Peder Vognsen startede i ca. 1200 opførelsen af Skt. Clemens Kirke i romansk stil, der stod færdig i ca. 1300 og afløste Vor Frue Kirke som domkirke. Katedralskolen er formentlig anlagt før domkirken, eftersom Peder Vognsen allerede i 1195 overdrog bøger til uddannelse af kommende kirkefunktionærer.
Omtrent på samme tid skete der en kraftig udbygning af byen: det ældste rådhus foran domkirken, en stor bispegård ved Rosengade nord for kirken og et kapitelhus til kirkens administration på Bispetorv samt flere kannikeboliger blev bygget.
Endvidere blev der anlagt en bro over åen ved Immervad og et Helligåndshospital ved Lille Torv. Åhavnen fik også i 1300-tallet øget betydning, og de ældste rester af bolværk på den sydlige side af åen er dateret til slutningen af det 13 århundrede.
Aarhus modtog sit købstadsprivilegium den 2. juli 1441 af Christoffer af Bayern. Det øgede byens vokseværk og i 1477 gav Kong Christian 1. lov til, at voldanlæggene, der havde mistet deres militære betydning, måtte bebygges, og nye gader, Volden og Graven, opstod. På Brobjerg byggedes et karmeliterkloster med kirke, og på hjørnet af Vestergade og Grønnegade byggedes en Skt. Karensgård til at huse pestramte indbyggere fra byen. Også Domkirken blev moderniseret i gotisk stil og fik tilføjet det høje tårn, hvis spir dog havde en anden udformning end i dag.

### 1600- og 1700-tallet
Under 1600-tallets krige har byen sikkert lidt meget. Om de kejserlige troppers indfald 1627-1629 mindede endnu Wallensteins skanse syd for byen, omtrent hvor Skansepalæet ligger i dag. I 1644 blev byen brandskattet af svenskerne, der i 1657-59 gentagne gange besatte den. Men trods disse og andre ulykker som pest og store ildebrande var Aarhus dog i det 17. og 18. århundrede en ret betydelig by ved sin handel, om hvilken man for øvrigt kun ved lidt. Foruden i indlandet og særlig med Norge drev den stor handel på Lübeck, Amsterdam, England, Frankrig og Spanien, og midt i 17. århundrede var handelsflåden ca. 100 skibe, og kornudførslen til Norge og udlandet årlig ca. 20.000 tdr., ved begyndelsen af 1700-tallet var den steget til ca. 36.000.
Men så begyndte nedgangen her som i landets andre byer; i 1735 blev der nu kun drevet lidt handel med Lübeck og Norge; handelsflåden var kun halvt så stor, og havnen begyndte at tilsande, og i 1768 var der kun 31 skibe.
I 1769 havde Aarhus ca. 3.500 indbyggere.

### 1800-tallet
I det 19. århundrede kom fremgangen, efter at byen havde frigjort sig for hovedstadens, og efter de slesvigske krige for Hamburgs, dominans. Mens den i 1800 var Jyllands tredjestørste by, havde den i 1840 overhalet Randers og i 1850 også Aalborg, men først i 1870'erne Odense, bl.a på grund af jernbanen.
Aarhus Havn havde blandt anden den fordel under hårde vintre, at den ikke lå ved en fjord der hurtigt frøs til is. Derved kunne den stadig fungere, selvom nærliggende havne på den jyske østkyst var utilgængelige, hvilket befordrede dens videre udvidelse. Byens materielle fremgang var desuden voksende gennem det tiltagende jernbanenet. En jernbaneforbindelse mellem Aarhus og Randers åbnede i 1862, hvor også den første banegård blev indviet. Senere kom flere forbindelsesmuligheder til, og den anden banegård blev bygget i 1884. Den nuværende banegård er den tredje og blev indviet i 1929. Også i kulturel henseende hævdede den sit ry som »Jyllands Hovedstad« ved sine mange institutioner såsom kunstmuseum (Aarhus Museum 1877), Statsbiblioteket (1902), mange højere læreanstalter, de udmærkede hospitaler og nyt teater (1900). I begge de slesvigske krige var byen besat af fjenden. Den 31. maj 1849 var der uden for byen en for danskerne heldig træfning mellem preussiske husarer og danske dragoner. På Randersvej, ved den nordvestlige ende af Kommunehospitalet, er rejst en mindesten for dette slag. Den nærved liggende boligbebyggelse, Rytterparken, har sit navn efter rytterslaget i 1849.

### 1900-tallet
I 1900-tallet var Aarhus både industri- og havneby, og havnen blev udvidet flere gange. Desuden udviklede Aarhus sig til en uddannelses- og universitetsby med mange uddannelsesinstitutioner. Byen blev et finansielt, uddannelsesmæssigt og kulturelt centrum for hele Jylland. Industrien var en vigtig del af erhvervsstrukturen i perioden, men samtidig begyndte servicesektoren at vokse. Byens største virksomheder efter 2. verdenskrig var DSB centralværksted, Frichs Maskinfabrik, Flydedokken og Århus Oliefabrik.
Fra 1970 blev servicesektoren større på bekostning af handel og industri og håndværk og er nu den mest dominerende sektor i byens erhvervsstruktur. Handel beskæftiger dog fortsat en stor del af befolkningen. Med landets første Bilka, indkøbscentret City Vest og gågaden som trækplaster har Aarhus udviklet sig til Jyllands handelscentrum samtidig med, at den er landets næststørste uddannelses- og forskningsby. Der en stor pendling til Aarhus fra store dele af Øst- og Midtjylland, hvilket giver trafikproblemer på byens indfaldsveje. Selv om serviceerhvervene er dominerende, er/var der flere store industrier i byen, bl.a. AarhusKarlshamn, Ceres Bryggeri og desuden en stor elektronik- og metalindustri.

### Militærhistorie – kaserner
Aarhus har været garnisonsby siden 1700-tallet, med soldaterne indkvarteret i starten hos private.
Prins Ferdinands Ridehus, der oprindeligt lå øst for Spanien/Strandvejen omtrent ved Jægergårdsgades udmunding, er nu nedrevet. Det blev anlagt i 1818 til Prins Ferdinands Dragoner og var tegnet af Henrik Magnus Köhnke, der efter elevtiden ved Det kongelige Akademi gjorde tjeneste ved ingeniørtropperne. I 1899 blev ridehuset nedbrudt, men genopført i lidt ændret skikkelse på Vester Allés kaserne.
Med tiden kom et par mindre kaserner, Lewerckhusens Kaserne i Mindegade og Bauditz Kaserne i Søndergade i 1857.
Siden indrettedes i 1863 Sukkerhuset i Sukkerhustoften, nu Brammersgade, til kaserne i bygninger, der havde været klædefabrik og sukkerraffinaderi.
I 1870 havde byen omkring 1000 fastboende militærpersoner ud af et indbyggertal på 15.000, og der var brug for yderligere kaserner.
Carl Lange var arkitekt for Rytterikasernen, Fodfolkskasernen og Garnisonssygehuset.
Den første egentlige kaserne, der blev bygget, var Dragonkasernen eller Rytterikasernen 1876-77, som i 1934 blev omdøbt til Vester Allés Kaserne. Den blev etapevis taget i brug i årene 1875-78. Ridehuset var dog blevet bygget allerede i 1860.
I årene 1875-79 blev Fodfolkekasernen i Høegh-Guldbergs Gade bygget.
I 1877 byggedes Garnisonssygehuset i Thyrasgade, det nuværende socialkontor.
I 1889 kom 3. Artilleriafdeling til Langelandsgade Kaserne. Denne kaserne blev 31. oktober 1944 bombet af 24 Mosquito-fly fra Royal Air Force, da det under 2. verdenskrig var Gestapos hovedkvarter. Som følge af forsvarsforliget i 1989 flyttedes Jyske Telegrafregiment samme år til Fredericia, og bygningerne blev gradvist overtaget af Forskerparken og Aarhus Universitet. 1990-93 anvendte Hærens Operative Kommando området.
31. juli 1993 arrangerede Hærens Operative Kommando en afskedsparade for at markere afslutningen på Aarhus som garnisonsby i 400 år. I august 1993 pakkede de sidste par hundrede soldater sammen og forlod Langelandsgade Kaserne. 1. august 1997 flyttede 5 institutter fra Aarhus Universitet ind.
I dag findes der ikke andet militærvæsen i Aarhus end hjemmeværnet og SOK. SOK har en bunker med kommunikationsudstyr på Oddervej og kontorfaciliteter m.m. på Silkeborgvej.

### Jernbanehistorie

#### Mellem landsdelene
Aarhus-Langå-Randers Jernbane blev åbnet i 1862 som Jyllands første jernbane, og sidebanen fra Langå nåede til Viborg i 1863, til Skive i 1864 og til Struer i 1865. Fra Randers blev banen ført videre til Aalborg i 1869 og til Hjørring og Frederikshavn i 1871. Mod syd blev der med Fredericia-Århus-banen i 1868 skabt forbindelse til det sydjyske og - via færgeruterne over Lillebælt og Storebælt - det fynske og sjællandske jernbanenet. Fra Skanderborg blev banen ført videre til Silkeborg i 1871, til Herning i 1877 og til Skjern i 1881.

#### Aarhus Nærbane
I 1876 blev strækningen Randers-Ryomgård-Grenaa åbnet, og i 1877 kom sidebanen fra Ryomgård til Aarhus - i første omgang kun til Aarhus Østbanegård, men i 1933 blev den forlænget til Aarhus Hovedbanegård. Randers-Ryomgård-banen, der få år efter starten var blevet sidebane i stedet for hovedbane, blev nedlagt i 1971, men Grenaabanen Aarhus-Grenaa overlevede.
I 1884 blev strækningen Aarhus-Odder-Hov åbnet. Odder-Hov-banen blev nedlagt i 1977, men Odderbanen Aarhus-Odder overlevede.
9. december 2012 blev Grenaabanen og Odderbanen sluttet sammen til Aarhus Nærbane, så man ikke længere skulle skifte tog på Aarhus H. Aarhus Nærbane indgår i 1. etape af Aarhus Letbane, der skal starte i 2016.

#### Hammelbanen
Den eneste af byens jernbaner, der ikke udgik fra Aarhus H, var Aarhus-Hammel-Thorsø Jernbane, der i 1902 blev åbnet mellem Aarhus og Hammel og i 1914 blev forlænget fra Hammel til Thorsø på Diagonalbanen. Denne bane, der blev nedlagt i 1956, udgik fra Hammelbanegården på Carl Blochs Gade 28. Bygningen blev frem til 1. juli 2011 benyttet som bymuseum. Nu er den blevet til medborgerhuset og frivillig-centret Folkestedet. Hammelbanens tracé kan stadig følges på lange strækninger gennem Viby og Stavtrup.

### Kommunens historie
I begyndelsen af 1960'erne førte den daværende Århus Købstadskommune en række drøftelser med forstadskommunerne om sammenlægning. Det førte ikke nogen sammenlægning af kommunerne med sig i første omgang. Den 1. april 1962 blev Aarhus dog udvidet med dele af de nordlige forstadskommuner, Hasle, Tilst-Kasted og Vejlby-Risskov kommuner, som overgav et areal på 19,03 km² med 1.150 indbyggere til Århus Købstadskommune. Kommunes areal blev dermed næsten fordoblet fra 19,81 km² til i alt 38,45 km².
Aarhus Kommune, som vi kender den i dag, blev dannet ved kommunalreformen (1970), hvor følgende 20 kommuner og sogne blev sammenlagt:
- Århus Købstadskommune
- Beder-Malling Sognekommune
- Borum-Lyngby Sognekommune
- Brabrand-Sdr. Årslev Sognekommune
- Elev Sognekommune
- Elsted Sognekommune
- Harlev-Framlev Sognekommune
- Hasle Sognekommune
- Hjortshøj-Egå Sognekommune
- Holme-Tranbjerg Sognekommune
- Mårslet Sognekommune
- Ormslev-Kolt Sognekommune
- Sabro-Fårup Sognekommune
- Tilst-Kasted Sognekommune
- Todbjerg-Mejlby Sognekommune
- Trige Sognekommune
- Solbjerg Sognekommune
- Vejlby-Risskov Sognekommune
- Viby Sognekommune
- Åby Sognekommune

samt dele af Skødstrup- og Vitved sogne.

### Fremtiden
Aarhus byråd har store planer for byens fremtid. En af planerne er Letbaneprojektet, som skal modernisere den kollektive trafik med genindførelsen af sporvogne. Det er et projekt til mange milliarder kroner, og derfor søges det medfinansieret af staten.
I marts 2010 ytrede borgmester Nicolai Wammen sammen med et flertal i byrådet bestående af Socialdemokraterne, De Radikale og SF ønske om, at navnet "Århus" ændredes til det tidligere brugte "Aarhus". Dette for at imødekomme ønsket om, at byens navn bedre kan begå sig under den stigende globalisering og internationalisering i fremtiden. Navneskiftet blev vedtaget i byrådet 27. oktober 2010, og fik virkning fra 01.01.2011.

## Politik

### Borgmestre
Byens første folkevalgte borgmester var Jakob Jensen, som blev valgt i 1919. Siden har alle borgmestrene været fra Socialdemokratiet med undtagelse af Louise Gade (2002-05), der er fra Venstre. I 1933 valgtes Hans Peder Christensen, derefter i 1942 Einar Stecher Christensen, der kun havde en kort tid som borgmester, idet han døde under et besøg på Glyptoteket i 1945. Som afløser valgtes Svend Unmack Larsen, der var borgmester indtil 1958, hvor den navnkundige Bernhardt Jensen blev valgt. Han var imod bilisme, og det kunne ses i hans handlinger – han cyklede. Fra 1971 til 1981 hed borgmesteren Orla Hyllested, som blev afløst af Thorkild Simonsen, der sad på posten i perioden 1982-1997 og dermed er den længst siddende borgmester i Aarhus. I nyere tid er borgmestrene fra 1997 til 2001 Flemming Knudsen, fra 2002 til 2005 Louise Gade, fra 2006 til 10.08.2011 Nicolai Wammen og fra 10.08.2011 og fremover Jacob B. Johansen.

### Byvåben
Aarhus byvåben er et af de ældst bevarede fra de danske købstæder. Det kan henføres til et bysegl brugt omkring 1250.

### Venskabsbyer
Aarhus har følgende venskabsbyer:
- Bergen
- Göteborg
- Turku (Åbo)
- Julianehåb
- Harbin

Derudover har Aarhus kontinuerlig venskabelig dialog med Rostock og Novi Sad. I marts 2022 stoppede Aarhus venskabet med Skt. Petersborg som følge af Ruslands invasion af Ukraine.

### Friby
15. juni 2010 ankom Tendai Frank Tagaria til Aarhus, som den første forfatter til en dansk friby. Fribyer kendes fra en række lande, og medlemsbyerne er organiseret i det internationale netværk ICORN (International Cities of Refuge Network).

## Geografi

### Topografi
Aarhus topografi beskrives i nord-sydlig retning som tre ådale (udgravet af Egåen, Aarhus Å og Giber Å) og i øst-vestlig retning som en meget flad, hævet havbund, hvor Brabrand Sø og Årslev Engsø danner de sidste rester af en afsnøret fjord. Længere inde mod vest fortsætter havbunden over i den tunneldal, som Aarhus Å har sit leje i. Byen ligger med andre ord som flere andre østjyske købstæder på det sted, hvor der var en brugbar passage over dalen og i nærheden af søvejstrafikken. Det betyder, at byen fra begyndelsen var beliggende på den hævede havbund i dalen, og at den siden har bredt sig mod vest ind i dalen, men også mod nord og syd op ad de bratte skrænter ved dalsiderne. I nord har byen passeret bakkekammen og har indtaget Egådalen og bakkeskrænterne på begge sider af den. Mod syd er den derimod først i disse år nået op på bakkekammen, men har endnu ikke bredt sig ned i Giberåens dalsænkning.

### Lokalklimatiske forhold
De beskrevne, topografiske forhold giver anledning til en række særtræk ved byens lokalklima. Da dalbunden er så jævn og ligger så lavt, er den meget påvirket af den varmeregulerende virkning fra Aarhus Bugt. De to søer bidrager til de samme afdæmpede forhold, og resultatet er, at dalen har et mildt, havnært klima. Den sandede jord i dalbunden tørrer hurtigt efter vinteren og varmes derfor hurtigere op end dalsiderne, hvis undergrund består af fugtbevarende moræneler. Ofte kan man iagttage, at både dyrkede og vilde planter springer 1-2 uger tidligere ud i ådalen end f.eks. i Risskov på den nordlige dalside.
Da dalen har sin længdeakse i øst-vestlig retning, giver det sig selv, at den nordlige dalside må have en sydvendt hældning, mens den sydlige må hælde mod nord. Dette har nogle klimatiske konsekvenser, som havde betydning, dengang Aarhus' omegn endnu lå hen som landbrugsjord. Det at have sin jord på sydhæld betyder nemlig en gevinst i solindstråling, mens nordhæld omvendt fremkalder en mangel på solindstråling – begge dele set i forhold til et plant jordstykke på samme egn. I dag, hvor størsteparten af jordoverfladen er dækket af veje og bygninger, har det ikke længere så stor betydning.
Endelig skal det nævnes, at Aarhus bys centrum oplever de samme klimaforhold som andre, større byområder: Øget vindhastighed, mere tåge, mindre nedbør og højere temperatur end det omgivende, åbne land.

### Jordbundsforhold
Jordbunden i dalen er sandet og med tydelige spor efter en fortid som havbund (muslingeskaller og sneglehuse), mens dalens sider består af lermoræne med et højt indhold af sten og grus. Visse steder er indholdet af silt meget betydeligt, hvad der giver vanskeligheder ved fundering af bygninger og infrastruktur. I Marselisborgskovene syd for Aarhus når en aflejring med plastisk ler frem til overfladen i nærheden af havet. Det medfører en konstant flydning af undergrund og overflade med vejanlæg og træer i retning af havet.
Da både den hævede havbund og morænejorden havde et ret højt indhold af kalk efter istiden, har overjorden i Aarhus-området været brunjord, altså en jordtype, som er muldrig og fugtbevarende, men med en god og stabil struktur. Derfor var jorden god at dyrke i, da først markstenene var fjernet, og egnen omkring byen har været et forholdsvist rigt landbrugsområde. Endnu i dag har haveejerne glæde af den frugtbare jord, som giver gode dyrkningsbetingelser, hvis blot der kan skaffes læ.

### Byplanlægning
Efter at købstadsprivilegierne i 1851 blev afskaffet, og Aarhus byporte blev nedlagt, var der skaffet mulighed for en udvidelse af byen. Med industrialiseringens indtog fulgte virksomheder som Frichs Fabrikker, Oliemøllen (nu AarhusKarlshamn) og Ceres-bryggeriet, hvis vækst krævede nye boliger. Nye byplaner blev lagt, bl.a. udarbejdede stadsingeniør i København Charles Ambt og arkitekt Hack Kampmann i 1898 en ny udgave af arkitekt Oskar Jørgensens byplan fra 1896 for de af Aarhus Kommune nyligt indkøbte jorder syd for byen, de såkaldte Marselisborgjorder. Det blev en bydel præget af Hans Broges Gade, Ingerslevs Boulevard og Dalgas Avenue, store og åbne færdselsårer, inspireret af tysk og østrigsk byplanlægning, "Städtebau", dvs. kvarterer og gader, der ikke var fastlagt af retvinklede hjørner og snorlige gader. Eksempelvis forløber Hans Broges Gade i en lang blød bue.
Nutidens Aarhus er blevet et centrum i den såkaldte "Byregion Østjylland", og byens planlægning må tage udgangspunkt i de vilkår, som det sætter. I Landsplanredegørelsen 2006 står der bl.a.:
| Citat | De sidste ti års ændringer i den geografiske fordeling af befolkning og beskæftigelse viser et Danmarkskort, der er centreret om to større byregioner på Sjællandog i Østjylland. Landets to største byer København og Århus er kernerne i de to områder. Den stigende betydning af videnerhvervene giver disse to byer en vækst-impuls, der er kraftigere end andre steder i landet. | Citat |
|       | |       |

### Områder
Området inden for Ringgaden betragtes traditionelt som midtbyen. Området er stort set identiskt med postdistrikt 8000 Aarhus C, og kaldes derfor også af de lokale for "C" eller "centrum". Undtagelsen er dog Trøjborg, som er en del af midtbyen, men ligger i postdistrikt 8200 Aarhus N. Området uden for ringgaden består af en række bydele (forstæder), mens de fleste øvrige byer i Aarhus Kommune fungerer som satellitbyer for Aarhus.

#### Midtbyen
Midtbyen er hovedsageligt det tætbebyggede område indenfor Ringgaden, hvor Centrum er den oprindelige bykerne - som er afgrænset af de tre alléer, Nørre Allé, Vester Allé og Sønder Allé, men i dag medregnes til centrum også området omkring Aarhus Hovedbanegård med det nye kvarter Centralværkstedet, området omkring Musikhuset og arealet ned til banegraven
Lige nordvest for Centrum er Vesterbro, som hovedsageligt består af det såkaldte Øgadekvarter, der har fået sit navn, fordi gaderne er opkaldt efter danske øer. På Vesterbro finder man det stærkt trafikerede Vesterbro Torv, Den Gamle By og Botanisk Have, det gamle Amtssygehus samt den nyere bydel CeresByen som er opstået på grunden for det tidligere Ceres Bryggeri.
Sydvest for Centrum er Frederiksbjerg, som er en selvstændig midtbydel af Aarhus C afskåret fra midtbyen af banegraven, der er et nedgravet område til togspor. Frederiksbjerg er koblet sammen med midtbyen via broerne Bruunsbro og Frederiksbro.
Vest for Frederiksbjerg er området Langenæs. Bydelen blev til i 1950'erne som et resultat af en arkitektkonkurrence, hvor man ønskede at afprøve nye idealer. Området er meget karakteristisk for sin tid, hvor idealet var åbne karreer med lys og luft. Langenæs er en rolig bydel uden gennemgående trafik.
Nord for centrum er Trøjborg, som i dag er et fashionabelt sted med mange kunstnere, arkitekter og studerende. Bydelen har et stærkt præg af selvstændighed fra resten af midtbyen med et stærkt butiksliv. Møllevangen, som ligger nordvest for centrum, er med mange etageejendomme fra 1940'erne på mange måder en kontrast til Trøjborg. Området med mange almene boliger er ikke fashionabelt og betragtes ikke som en del af Midtbyen.
Den nordlige del af havnen, som tidligere var containerhavn, bliver til en ny bydel i midtbyen, Aarhus Ø, der skal bestå af flere øer forbundet af broer.

#### Forstæder
Umiddelbart uden for ringgaden ligger bydelene Christiansbjerg mod nord, Hasle mod nordvest, Åby og Åbyhøj mod vest og Viby mod sydvest. Ringvejen går gennem disse bydele.
I den vestlige del af byen ligger Brabrand Sø, som præger de to forstæder Brabrand og Stavtrup, der ligger henholdsvis nord og syd for søen. Den sydlige del af Brabrand er præget af det naturskønne område, hvilket er en kontrast til Gellerupparken i den nordøstlige del af forstaden. Nord for Brabrand ligger forstaden Tilst, som er præget af varehuset Bilka og del andre store forretninger. Årslev ligger vest for Brabrand, og de to forstæder er i høj grad sammenvokset. Den centrale trafikale placering tæt på Motorvejskryds Århus Vest præger i dag Årslev og er årsag til, at Bilka har placeret en høj lagerbygning ved forstaden. Sydvest for Stavtrup ligger forstæderne Kolt og Hasselager, der ofte betegnes som et område kaldet Kolt-Hasselager.
Den nordlige del af byens omkreds udgøres af satellitbyerne Lystrup, Hjortshøj og Løgten-Skødstrup samt Aarhus-forstæderne Vejlby, Skejby, Risskov, Egå og Skæring, hvoraf de tre sidstnævnte ligger ud til Aarhus Bugt. Dette område har sammen med området ved Strandvejen syd for centrum de mest attraktive beliggenheder for boliger. I den sydlige del af Aarhus ligger forstæderne Holme, Højbjerg og Skåde.
Et af byens mange erhvervsområder har til huse omkring forstaden Slet, som ligger i den sydvestlige del af Aarhus.

## Demografi
| 1672  | 1769  | 1840  | 1860   | 1880   | 1901   | 1911   | 1921   | 1930    | 1940    | 1950    | 1960    | 1970    | 1981    | 1990    | 2000    | 2006    | 2008    | 2009    | 2010    | 2013    | 2017    | 2020    |
| ----- | ----- | ----- | ------ | ------ | ------ | ------ | ------ | ------- | ------- | ------- | ------- | ------- | ------- | ------- | ------- | ------- | ------- | ------- | ------- | ------- | ------- | ------- |
| 3.474 | 3.837 | 7.087 | 11.009 | 24.831 | 51.814 | 64.607 | 86.197 | 101.423 | 126.459 | 153.546 | 177.234 | 199.427 | 181.858 | 200.188 | 217.260 | 228.674 | 237.551 | 239.865 | 242.914 | 256.018 | 269.022 | 280.534 |

Fra og med 1925 medregnes Risskov og Åbyhøj. Fra og med 1930 medregnes Holme, Højbjerg og Skåde. Fra og med 1950 medregnes Brabrand.
De seneste års vækst omkring motorvejen mellem Randers og Haderslev har givet området betegnelsen Byregion Østjylland. Området karakteriseres af, at afstanden mellem de større byer ikke er længere end, at der er mulighed for pendling. Omkring en fjerdedel af Danmarks befolkning bor i området.
Aarhus er hjemsted for en større gruppe af nydanskere i form af indvandrere og flygtninge. Andelen af befolkningen pr. 1. januar 2019 var på 12,1% i Aarhus Kommune, og denne andel har været let stigende, idet andelen i 2000 udgjorde 10,2%. Langt størstedelen af nydanskerne bor i de vestlige forstæder, hvor man i forbindelse med et kommunalt initieret projekt i perioden 2002-07 om at skabe økonomisk og social bæredygtighed benyttede betegnelsen Urbanområdet om Gellerup, Hasle og Herredsvang. I Urbanområdet udgør nydanskere omkring halvdelen af befolkningen, og de største befolkningsgrupper her stammer fra Libanon, Tyrkiet, Somalia, Iran og Irak.
I 2004 var ca. 80 pct. af befolkningen i Aarhus Kommune kristne (medlemmer af Folkekirken eller andre kristne bevægelser), ca. 5 pct. var muslimer, mens øvrige religioners andel var ganske beskeden.

## Infrastruktur
Aarhus' placering ved åens udmunding og ved vandet har haft stor betydning for infrastrukturen. Åen og vandet er brugt til transport. Desuden har vandet, Aarhus Bugten, begrænset byens udvikling i den retning. Den nye store havn midt i Aarhus by, skaber problemer pga. den megen trafik dertil.

### Trafik

#### Kollektiv trafik
Aarhus har mange bybuslinjer, og de drives alle af Midttrafik. Som hovedbyen i Østjylland fører en del regionsbusser ind til byens busterminal, Aarhus Rutebilstation. De fleste bybuslinjer går som radiallinjer ud fra byens centrum og ud i forstæderne, men derudover er der to ringlinjer 5A og 6A. De kører på Aarhus to ringveje, som i Aarhus kaldes for Ringgaden (den indre) og Ringvejen (den ydre).
Passagertal gældende for Aarhus Kommune i 2007 var
for bybusser 125.000 dagligt med 45,6 millioner årlige passagerpåstigninger samt for regionalbusser 21.000 dagligt med 7,7 millioner årlige passagerpåstigninger i 2007.
I 2015 forventes tallene for påstigninger på alle daglige kollektive transportmidler i Aarhus at være på 248.000. Fordelt på 119.700 for bybusser, Regionalbusser 79.600, 34.300 for tog eksklusiv Aarhus Nærbane som har 14.000 daglige påstigninger.
Aarhus har 26 jernbanestationer, hvoraf hovedparten hører til Odderbanen og Grenaabanen, som efter sammenlægningen i 2012 blot har heddet Aarhus Nærbane. Den største er Aarhus Hovedbanegård, der betjener DSBs, Arrivas og Letbanens tog. Viby J er en anden større station med mange gennemkørende tog, der også betjener Letbanens og Arrivas tog.
Påstigningstallene for de ti største stationer i Aarhus Kommune for 2013
| Station                   | Daglige påstigninger | Årlige påstigninger |
| ------------------------- | -------------------- | ------------------- |
| Aarhus Hovedbanegård      | 24.019               | 8.767.000           |
| Viby J Station            | 1.196                | 436.000             |
| Lystrup Station           | 909                  | 332.000             |
| Skolebakken Station       | 834                  | 304.000             |
| Hjortshøj Station         | 734                  | 268.000             |
| Vestre Strandallé Station | 569                  | 208.000             |
| Skødstrup Station         | 522                  | 190.000             |
| Østbanetorvet             | 400                  | 146.000             |
| Torsøvej Station          | 372                  | 136.000             |
| Løgten Station            | 329                  | 120.000             |

Første etape af Letbanen, som åbnede i 2017, er 110 kilometer lang. Den har omdannet Aarhus Nærbane til en eldrevet letbane. Desuden er der lagt nyt letbanespor fra Lystrup via Skejby, Randersvej, de bynære havnearealer og til Aarhus Hovedbanegård. Letbanens 50 stationer udgøres af gamle jernbanestationer og en række nyanlagte stationer.

#### Flytrafik
I Tirstrup på Djursland, 35 km nordøst for Aarhus, ligger Aarhus Lufthavn, som har daglige afgange til København, Stockholm, Oslo, Gøteborg og London samt en række sæsonbetonede ruter til Sydeuropa. Herudover er der en del chartertrafik fra lufthavnen. Grundet lufthavnens placering anvender mange østjyske rejsende Billund Lufthavn. Der har i tidens løb været fremlagt flere planer om en større lufthavn til betjening af Aarhus-området, men ingen af disse er endnu kommet over skrivebordsstadiet.
Kirstinesminde flyveplads betjente frem til slutningen af 1980'erne byens flyveklubber. Skejby Sygehus ligger i dag hvor flyvepladsen oprindeligt lå. I 2006 åbnedes i True en flyveplads beregnet til svævefly.
I februar 2010 blev debatten om en international lufthavn til betjening af de østjyske erhvervsrejsende genåbnet, med forslaget om en mindre lufthavn, "Aarhus City Airport" (tilsvarende London City Airport), placeret på Aarhus Havn. Debatten om en ny lufthavn er fortsat oppe og vende i medierne.
Med det formål at forkorte rejsetiden til København, har Samsø Air Service søgt- og fået tilladelse til at flyve med vandflyver mellem Danmarks to største byer. Rejsetiden forventes at være på en time. Med DSB tager rejsen ca. tre timer, mens det med fly til Københavns Lufthavn og transport til/fra lufthavnene tager ca. to timer. Med en billetpris på 1.800 DKK hver vej, er det dyrere end tog og indenrigsfly. Målgruppen er derfor forretningsrejsende, der lægger vægt på rejsetiden. I Aarhus bliver udgangspunktet ca. 3 km nord for Marselisborg Havn. Ruten forventedes at åbne i foråret 2014, men åbnede først i maj 2016. Den flyver 4 gange dagligt mellem Østhavnsvej 37 i Aarhus og Nordre Toldbod 29 i København.

#### Cyklisme
I forhold til andre danske storbyer er Aarhus præget af nogle lange stigninger, hvilket især bemærkes af cyklister, der kører fra centrum mod nord eller syd. Køres mod nord ad indfaldsvejen Randersvej er der fra havnen 80 højdemeter over en strækning på 2,7 km op til Ringvejen. Mod syd ad Oddervej er der 3,3 km med 100 højdemeter.
Trods det bakkede terræn vælger aarhusianerne cyklen på 22 pct. af alle ture. Er turen på under 5 km sætter 28 pct. sig på cyklen. På turene til arbejde eller uddannelsessted cykler henholdsvis 36 og 31 pct. Mens cykeltrafikken på landsplan er faldet 5 pct. fra 2009 til 2017, er der i samme periode sket en stigning på 20 pct. i Aarhus, og det endda fra et udgangspunkt som i forvejen var over gennemsnittet.
Aarhus Byråd vedtog i 2007 en storstilet cykelhandlingsplan med ambitioner om at skabe en mere cykelvenlig by. Siden er der blevet investeret knap 225 mio. kroner i forskellige projekter til fremme af cykeltrafikken i byen. Der er for eksempel blevet oprettet 3.500 nye cykelparkeringspladser, da netop manglen på cykelparkingspladserne i centrum har været og stadig er til frustration for mange aarhusianske cyklister. Ved Banegårdspladsen stod der ved en optælling i 2004 425 cykler på et område, der var beregnet til 170.
Som følge af cykelhandlingsplanen er der derudover lavet forbedringer af cykelstinettet, som i 2017 udgjorde i alt 675 km i Aarhus Kommune. Det inkluderer etablering af en række supercykelstier, som overvejende løber i kilerne mellem de store indfaldsveje, så cyklister undgår de mest trafikerede veje. Ruterne har alle udgangspunkt i Cykelringen i Aarhus Midtby, som er en ring af cykelgader. Mejlgade, som i hverdagene dagligt benyttes af 10.000 cyklister, blev i 2011 som den første i Danmark omdannet til en cykelgade. Her må der stadig køre biler, men de skal tilpasse sig cyklisterne efter samme princip, som man kender det fra de gågader i byen, hvor der må køre cykler på de gåendes præmisser. Sidenhen er der udover Cykelringen i Aarhus centrum også lavet cykelgader i Universitetsparken.
Som cyklist i Aarhus er man ikke blot velkommen på de almindelige cykelstier, cykelgader og supercykelstier, men faktisk også på store dele af gågadenettet i byen - under særlig hensyntagen til den gående trafik. Det er således kun på Store Torv, i Søndergade og den nederste del af Frederiksgade mellem Østergade og Busgaden, at man som cyklist skal stå af og trække. I 2021 bliver det dog også i disse gågadezoner tilladt at cykle, omend kun i tidsrummet 21.00-9.00.
Der er flere rekreative cykelstier i Aarhus. Rundt om Brabrand Sø vest for Aarhus løber Brabrandstien, der fortsætter langs Aarhus Å helt ind til Midtbyen. Stien benyttes således både til cykling i fritiden og til transport fra centrum og til den vestlige del af byen samt mellem Brabrand (nord for Brabrand Sø) samt Stavtrup og Viby syd for søen. I foråret 2019 vedtog byrådet desuden, at der skal etableres en sammenhængende rekreativ cykelforbindelse, Cykelpromenaden, fra Den Permanente i nord til Moesgaard i syd. Denne knap 12 km lange supercykelsti skal efter planen stå færdig i 2021 og forventes også at kunne aflaste Mejlgade for en del af den nord-sydgående cykel-pendlertrafik.
Aarhus ligger på flere nationale og regionale cykelruter. Nationalrute 5 (Østkystruten) kan for eksempel følges nordpå mod Skagen eller mod syd til Sønderborg. I sommeren 2020 fik den nationale cykelrute 2 mellem Hanstholm og København desuden et nyt forløb ind gennem Aarhus. Tilsvarende kan man fra centrum af Aarhus stadig følge skiltningen af nationalrute 4, "Danmark på tværs", vestpå mod Søndervig, omend ruten i 2019 blev omlagt og nu officielt går udenom Aarhus (går i stedet via Hou). Endelig blev der i forbindelse med at Aarhus sammen med Region Midtjyllands 18 andre kommuner i 2017 var Europæisk Kulturhovedstad etableret en helt ny, 540 km lang cykelrute, Kulturringen, i Østjylland, som også passerer Aarhus.

#### Biltrafik
Østjyske Motorvej (E45) går forbi Aarhus og har fra Motorvejskryds Århus Syd forbindelse til Ringvejen via Århus Syd Motorvejen, som fungerer som en af indfaldsvejene til Aarhus for trafikken til og fra syd. For at skabe bedre forbindelse til Aarhus Havn fra Århus Syd Motorvejen er der planer om bygning af en ny tunnel, Marselistunnelen (navngivet efter Marselis Boulevard). Trafikken mod vest går via indfaldsvejen Silkeborgvej ud til Motorvejskryds Århus Vest, hvor der i et kløverbladsanlæg er forbindelse til både Østjydske Motorvej og Herningmotorvejen, som går mod Herning og undervejs passerer Silkeborg. Nord for Aarhus danner Djurslandmotorvejen en nordlig ring om byen. Djurslandmotorvejen har tilslutning til Østjyske Motorvej i Motorvejskryds Århus Nord og fortsætter til Skødstrup.
Trafikken omkring midtbyen går via Ringgaden, som på den nordvestlige del mellem Tage-Hansens Gade og Aarhus Universitet er sekssporet. I centrum er der siden 1990'erne lavet meget arbejde ved Åboulevarden, der løber langs Aarhus Å. Bortset fra broerne er åen nu frilagt langs hele strækningen fra Mølleparken til udløbet i havnen ved Dokk1, og der er i højere grad lukket for biltrafik, hvilket har ændret Åboulevarden fra en trafikeret vej til en fashionabel å-promenade med mange cafeer.

#### Aarhus havn og skibstrafik
Aarhus Havn er kommunalt ejet og består af blandt andet en færgehavn, fiskeri- og lystbådehavn, østhavnen med plads til dybgående skibe, containerhavn og inderhavnen, hvor 20-30 krydstogtsskibe om året lægger til lige ved byens centrum. Containerhavnen er med ca. 3,7 millioner tons godsomsætning i 2007 Danmarks største, mens den samlede godsomsætning var på ca. 12,5 millioner tons samme år. Fra færgehavnen er der med Mols-Linien forbindelse til Sjællands Odde og indtil efteråret 2013 var der også rute til Kalundborg, som efterfølgende er lukket ned.
Havnen har store planer for fremtiden. I 1997 blev der vedtaget en plan for 25 år, som indebærer en udvidelse af arealet til det dobbelte. Samtidig omdannes en stor del af det hidtidige havneareal dog til bymiljø i form af Aarhus Ø. Som vartegn for denne fornyelse var planlagt højhuset Light*house, det højeste boligbyggeri i landet, som imidlertid stødte på problemer grundet usikkerhed om jordbundsforholdene. De skulle dog siden være løst, og i april 2019 godkendte Aarhus Byråd lokalplanen, som giver tilladelse til opførslen af det op til 142 meter høje tårn og tilhørende sidebygninger.

### Forsyninger og bortskaffelse
Aarhus Kommunale Værker var den instans, der styrer og for en stor del også leverer vand og varme til- samt styrer og varetager bortskaffelse af spildevand og affald fra byen og kommunen. Aarhus Kommunale Værker blev den 1. januar 2007 nedlagt og afløst af de to forvaltninger "AffaldVarme Aarhus" samt "Vand og Spildevand". AffaldVarme Aarhus blev til et kommunalt ejet aktieselskab AffaldVarme Aarhus A/S pr. 1. januar 2020 og skiftede navn 1. marts 2022 til Kredsløb A/S. Den 1. januar 2010 blev "Vand og Spildevand" omdannet til Aarhus Vand A/S som håndterer størstedelen af vandforsyningen og spildevandsrensningen i Aarhus Kommune.
Vand
Hele midtbyen og en stor del af de omkringliggende byer forsynes med vand fra Aarhus Vands vandværker, og resten forsynes fra en række private vandværker og private boringer. Aarhus Vand leverer til ca. 85 pct. af borgerne i Aarhus Kommune. I vandforsyningsplanen 2004-2015 som kan ses på Aarhus Kommunes hjemmeside, arbejdes der af hensyn til den fremtidige forsyningssikkerhed på at koble flere af de private vandværker til det kommunale net. Der er ikke forventninger om mangel på drikkevand inden for planens tidshorisont.
Alle værker i kommunen leverer vand i form af grundvand. Vandet i Aarhus er overordnet set ret hårdt (12,8 – 17,7 °dH pr. 2007) og har generelt ikke problemer med forurening.
I Aarhus findes der kun ét vandtårn der stadig er i brug, Vandtårnet i Hasle. På Randersvej findes et gammelt vandtårn der har fundet anden anvendelse, f.eks. udstillinger og aktiviteter for unge.
Varme
Over 95 pct. af kommunens borgere forsynes med fjernvarme, der først og fremmest stammer fra Studstrupværket og forbrændingsanlægget på Affaldscenter Aarhus, suppleret af enkelte lokale fjernvarmeværker i forstæderne. Den samlede varmeproduktion var i 2006 på 3.029 millioner kWh, hvoraf 2.912 millioner kWh blev solgt til forbrugerne i kommunen samt i mindre omfang til forbrugere i nabokommuner.
Varmen produceres først og fremmest på biomasse, mens affald er næststørste leverandør. På det seneste er Studstrupværket også begyndt at producere varme på halm. I alt er 23 pct. af varmen baseret på ikke-fossile stoffer (affald, halm), der er CO2-neutrale. I 2022 indgik byen aftale med A.P. Møller - Mærsk om et geotermisk anlæg som skal bidrage med 110 MW varme, svarende til 20% af byens årlige varmeforbrug.
Elektricitet
El i Aarhus Kommune leveres primært af fem store producenter i nærområdet, herunder NRGi fra Studstrupværket. Forbruget i kommunen var i 2005 på næsten 1,5 millioner MWh og er stigende (7,8% større end i 2004). Af forbruget foregår over 30% i private husholdninger, mens offentlige institutioner, industri og handel følger på de næste tre pladser.
Elforsyningen er i form af blandingsstrøm, hvor det ikke er muligt at angive, om strømmen er produceret vha. kul, vind, naturgas etc.
Spildevand
Aarhus Vand A/S håndterer spildevandet i Aarhus Kommune. I kommunen er der 16 spildevandsanlæg (fjorten højteknologiske og to lavteknologiske). Disse anlæg sikrer, at udledningen af skadelige stoffer holdes betragteligt under de tilladte mængder af henholdsvis organisk stof, kvælstof og fosfor. Det samme gælder mængderne af tungmetaller og miljøfremmede stoffer. Stort set alt slam, der bliver til rest ved rensningen, genanvendes, enten som sandblæsningsmiddel eller som landbrugsjord. Spildevandsplanen giver retningslinjer for rensningen af spildevand i Aarhus Kommune.
Spildevandsbelastningen er i gennemsnit pr. indbygger i kommunen på 1,85 PE (personækvivalenter) mod 1,61 PE på landsplan.
Affald
Kredsløb A/S (tidligere AffaldVarme Aarhus) står for den samlede håndtering af affald fra private husstande i Aarhus Kommune. Det inkluderer blandt andet driften af forbrændingsanlægget i Lisbjerg, syv genbrugsstationer samt forskellige andre behandlingsanlæg for affald. Indsamlingen af affaldet foretages af flere virksomheder, offentlige eller private.
I 2018 blev der indsamlet 194 kg restaffald pr. indbygger i kommunen. Dertil kom 53 kg genanvendeligt affald. 2018 var det første hele år, hvor alle i kommunen har affaldssorteret. Aarhus Kommune har et mål om, at 50 pct. af affald i form af papir, pap, glas, plast, metal, madaffald og træ skal genanvendes i 2022. I 2018 blev 36,4 pct. genanvendt.

## Arkitektur og byplanlægning
Hack Kampmann har tegnet mange af byens bygninger og er nok en af byens betydeligste arkitekter. Blandt Kampmanns bygninger skal Toldkammerbygningen på havnen, Aarhus Teater og Kampmanns egen "Villa Kampen" på Strandvejen fremhæves.
Af andre bygninger skal fremhæves Hjalmar Kjær og Jørgen Christensens kornsiloer på havnen, kaldet De fem søstre, funkisbygningerne, Frederik M. Draibys Den Kommunale Badeanstalt og Klintegården bygget i 1930'erne af Ove Christensen og støbt i jernbeton.
Andre repræsenterede arkitekter er Arne Jacobsen og Erik Møller, der har tegnet Aarhus Rådhus med Rådhusparken, og Universitetsparken er tegnet af blandt andre C.F. Møller. Samtidig er disse eksempler på, at de grønne områder spiller sammen med fremragende arkitektur.
Under byggeboomet i 1960'erne og 1970'erne prægede aarhusarkitekten Knud Blach Petersen på afgørende vis byen med sine modernistiske byggerier, der bl.a. tæller Gellerupparken, City Vest, Gellerup Kirke, Busgadehuset, Europahuset, Klostervangen, Rundhøjskolen og Skjoldhøjkollegiet.
Af nyere arkitektonisk interessante bygninger kan nævnes Scandinavian Congress Center, Prismet nær Ceres-bryggeriet samt ARoS. En nyere bydel på Aarhus havn under navnet Aarhus Ø er under udvikling i disse år, og efter en langsom start på grund af finanskrisen i 2009, er boligbyggerier nu skudt op på en stor del af området. Interessante projekter med en særpræget arkitektonisk profil som Z-Huset, Isbjerget og AArhus skiller sig ud. Det planlagte høje vartegn for den nye bydel, Lighthouse, stod færdigt i 2022. De bynære havnearealer er et led i en mere omfattende byomdannelsesplan, hvor tidligere industriområder i Aarhus bliver til nye bydele med vidensbaserede virksomheder og boligbebyggelse. Den 150 meter lange kulbro mellem midtbyen og Sydhavnen bliver omdannet til grøn gangbro. Andre projekter i denne proces er omdannelsen af Ceres-bryggeriets grund, Godsbanen og industriområdet ved Søren Frichs Vej, hvor der nu er bygget boliger til tusindvis af nye aarhusianere.

### Højhuse i Aarhus
Aarhus Kommune fremlagde i 2001 en konkret politik vedrørende højhusbyggeri, der i kommunens egne ord havde til formål at "sikre, dels at høje huse i visse områder er en mulighed, dels at den interesse, som er for høje huse i Aarhus, udmøntes i projekter der planlægningsmæssigt er velbegrundede og som i bred forstand kan tilføre byen noget positivt."
Den grundlæggende præmis i politikken er at gøre områder ved markante vejkryds i Aarhus åbne for potentielt højhusbyggeri, som det allerede ses ved Ceres-krydset, hvor det 63 meter høje Prismet står. Nedenstående liste er en opgørelse over de elleve højeste bygninger i Aarhus i øjeblikket. Som det fremgår af listen, er langt størstedelen af højhusene bygget i det 21. århundrede samt under det økonomiske opsving i perioden 1957-1973, hvor især boligbyggeriet boomede.
| Nummer | Bygning                   | Opført   | Bydel    | Højde  | Etager | Funktion      |
| ------ | ------------------------- | -------- | -------- | ------ | ------ | ------------- |
| 1      | Lighthouse                | 2022     | Aarhus Ø | 142 m  | 45     | Bolig/Erhverv |
| 2      | Aarhus Domkirke           | ca. 1300 | Aarhus C | 96 m   |        | Kirke         |
| 3      | Aarhus City Tower         | 2014     | Aarhus C | 94 m   | 25     | Hotel/erhverv |
| 4      | Ceres Panorama            | 2016     | Aarhus C | 75 m   | 20     | Bolig         |
| 5      | EY-Huset                  | 2004     | Aarhus C | 68,5 m | 16     | Bolig/erhverv |
| 6      | AARhus                    | 2019     | Aarhus C | 65 m   | 20     | Bolig/erhverv |
| 7      | Prismet                   | 2001     | Aarhus C | 63 m   | 18     | Erhverv       |
| 8      | Tårnet på Aarhus Rådhus   | 1941     | Aarhus C | 60 m   |        | Rådhus        |
| 9      | Systematic                | 2020     | Aarhus C | 58 m   | 15     | Erhverv       |
| 10     | Højhus Langenæs           | 1971     | Aarhus C | 55 m   | 17     | Bolig         |
| 11     | Grøfthøjparken 195-163    | 1970     | Viby     | 51 m   | 17     | Bolig         |
| 12     | Kunstmuseet Aros          | 2003     | Aarhus C | 50,5 m | 10     | Museum        |
| 13     | Pakhusene                 | 2020     | Aarhus C | 50 m   | 13     | Erhverv       |
| 14     | Højhus Charlottehøj       | 1962     | Aarhus V | 48 m   | 16     | Bolig         |
| 15     | Klostervangen             | 1968     | Aarhus C | 48 m   | 16     | Bolig         |
| 16     | Bestseller                | 2015     | Aarhus C | 48 m   | 12     | Erhverv       |
| 17     | Havneholmen               | 2016     | Aarhus C | 48 m   | 13     | Bolig         |
| 18     | Langenæs højhusene        | 1965     | Aarhus C | 46 m   | 15     | Bolig         |
| 19     | Nabolaget                 | 2017     | Aarhus N | 46 m   | 14     | Bolig         |
| 20     | Statsbibliotekets bogtårn | 1963     | Aarhus C | 44 m   | 18     | Bibliotek     |

Højhuspolitikken har åbnet op for en debat omkring højhusbyggeri i Aarhus og resulteret i mange forskelligartede forslag til højhusbyggeri, hvor dog kun to højhuse, Prismet og EY-Huset, nåede at blive bygget efter højhuspolitikkens ikrafttræden i 2001 og indtil finanskrisen i 2007-2009. Nuværende højhusprojekter under udvikling kan nævnes det prestigefyldte projekt på Mindet 6, først projekteret til 144 m, men siden reduceret til 139 meter, bliver Danmarks næsthøjeste bygning. To andre projekter er det såkaldte Sky Tower i Skejby og projektet under navnet "Højhuse på Viborgvej", som lige nu begge er under behandling af Aarhus Kommune. Grundet den finansielle krise i 2008-2009 var mange af de storstilede projekter sat på standby inklusiv Lighthouse-projektet.

## Kultur og seværdigheder
Kulturlivet i Aarhus er kendt via sine store kulturinstitutioner og vel især Aarhus Festuge, der er Jyllands største kulturfestival med bidrag fra både lokale, nationale og internationale kunstnere. Udover de store institutioner er der en mængde små spillesteder, gallerier og kunstneriske værksteder, der giver stor mangfoldighed i kulturlivet. Blandt flagskibene er kunstmuseet ARoS, Aarhus Teater, Den Jyske Opera, Musikhuset, Aarhus Symfoniorkester og Århus Kunstbygning. Blandt de mindre kulturinstitutioner kan nævnes Ukendt Aarhus, Galleri Image, Huset, Svalegangen, Guldlok Dukketeater, Galleri Gallo, Poetklub Århus, SPOT Festival, Århus Kunstakademi, Cirkus Tværs og mange andre. På gadeplan oplever man også kulturen bogstavelig talt med udsmykkede fortovsfliser. I byens skove og parker kan man finde skulpturer af Jørn Rønnau og på byens huse gavlmalerier blandt andet af Hans Krull, der kan ses fra gågaden ved Clemensbro. Der er desuden kunst i strandkanten lidt syd for Moesgård Strand, hvor Astrid Gjesing har placeret 23 sten på en strækning på ca. 200 meter med indhuggede geografiske navne fra Månen; projektets navn er MÅNE HAV STEN.
Aarhusianernes engagement i kultur skinner tydeligt igennem i debatten om udsmykningen af Store Torv, hvor først et forslag fra Hein Heinsen blev forkastet. Efterfølgende kom der alternative forslag sat i værk af ugeavisen Århus Onsdags serie Skitser til Store Torv .... Avisen havde bedt otte kunstnere lave et forslag til udsmykning, og her valgte læserne Per Kramers Grædende træ som vinder. Forslagene blev dog ikke til noget, og efterfølgende indbød Aarhus Byråd og Statens Kunstfond til en konkurrence, hvor valget faldt på Elisabeth Toubros Vanddragen, der blev indviet i foråret 2004.
I Aarhus findes 3 kunstskoler: Det Jyske Kunstakademi, Århus Kunstakademi og Århus Kunstskole (Webside ikke længere tilgængelig).
Der findes omkring 45 aktive teatre i Aarhus hvor omkring 30 har egen scene,
De 4 største teatre med flere scener.
Aarhus Musikhus
- Store sal 1588 siddende.
- Symfonisk sal 1184 siddende plus 100 korpladser samlet 1284 siddende.
- Rytmisk sal 1000 stående eller 465 siddende.
- Foyerscenen 700 siddende – 1000 stående.
- Lille sal 319 siddende.
- Filuren 150 siddende.
- Cafescenen 125 siddende.
- Kammermusiksal 100 siddende. plus en udendørs amfiscene der kan rumme 4000 mennesker.[101]

Aarhus Teater
- Store scene 701 siddepladser
- Scala 285 siddepladser
- Studio 80-100 siddepladser
- Stiklingen 80-100 siddepladser
- Cabaretscenen og Scala foyer 80-100 siddepladser.[102]

Svalegangen
- Gammel sal 200 siddende.
- Ny sal 140 siddende
- foyerscenen med plads til 70 siddende.
- dukketeatret med 20 pladser.[103][104]

Helsingør Theater i Den Gamle By
- 237 siddende

### Attraktioner
Der er mange seværdige museer i Aarhus. Især ARoS, Den Gamle By og Moesgård Museum med Grauballemanden regnes for at være museer i verdensklasse, men også Århus kunstbygning, Kvindemuseet i Danmark, Aarhus Bymuseum, Museum Ovartaci, Antikmuseet, Vikingemuseet, Naturhistorisk Museum og Steno Museet er bestemt værd at besøge.
Aarhus har mange parker og grønne områder; fremhæves skal især Botanisk Have, Mindeparken, Forstbotanisk Have, Marselisborgskovene, Riis Skov og Brabrandstien rundt om Brabrand Sø samt Årslev Engsø. Marselisborg Slotspark er åben for offentligheden, når dronningen ikke opholder sig på slottet. Der er mange strande både nord og syd for Aarhus midtby; nærmest er Den Permanente Badeanstalt og Aarhus Havnebad.
For teater og koncerter kan Musikhuset Aarhus med Det Jyske Musikkonservatorium og Aarhus Symfoniorkester, Aarhus Teater, Voxhall og Train anbefales. Man kan se hestevæddeløb på Jysk Væddeløbsbane eller andre sportsgrene på NRGi Arena, der har stadion til fodbold og atletik samt flere haller, hvor den største især bruges til håndbold samt internationale stævner inden for en række idrætsgrene. Derudover er der mulighed for at more sig i sommerhalvåret i Tivoli Friheden, hvor der også er koncerter om fredagen i sommerperioden.
Måske er en af de allermest populære attraktioner at nyde stemningen på en af caféerne langs Aarhus Å.

### Kirker
I selve Aarhus by ligger flere kirker, blandt andet Aarhus Domkirke, Vor Frue Kirke, Skt. Pauls Kirke, Skt. Johannes Kirke, Skt. Markus Kirke ved Botanisk Have og Skt. Lukas Kirke på Ingerslev Boulevard. Tidligere lå Sankt Olufs Kirke fra den tidlige middelalder, på hjørnet af Sankt Olufs Gade og Skolebakken.

### Byens festivaler
Aarhus Festuge er Nordens største kulturfestival med bidrag fra både lokale, nationale og internationale kunstnere. Den er en videreførelse af Aarhus Rundskue, som gav mulighed for -ved køb af et rundskuehæfte- at komme gratis til en række kulturtilbud.. Festugen har siden 1965 været afholdt i en uge i slutningen af august eller begyndelsen af september. Normalt har Festugen et tema, som især de større arrangementer søges tilpasset til, men overordnet set er der tale om en festival, hvor såvel den finkulturelle som den mere folkelige smag har gode muligheder for at blive tilgodeset.
Aarhus International Jazz Festival startede i 1989 og har været gentaget hvert år siden. Første år spillede blandt andet Stan Getz Quartet og Champion Jack Dupree & Kenn Lending Blues Band, og siden har mange andre kendte navne spillet på festivalen. Festivalens bestyrelse arrangerer ca. 20 koncerter på Klostertorv, mens hovedparten af arrangementerne under festivalen planlægges af de forskellige spillesteder/caféer i Aarhus.
SPOT Festival er en nyere festival for rytmisk musik med fortrinsvis up-coming bands, der afholdes i begyndelsen af maj. ROSA – Dansk Rock Samråd har siden SPOT 02 i 1995 været hovedarrangør af SPOT Festivalen.
Football Festival Denmark er en sportsfestival for unge fra forskellige nationer, som arrangeres klubberne Skovbakken og AIA-Tranbjerg og afvikles hvert år i uge 30 i Aarhus. Første år for festivalen var 2003, og siden er den vokset, så der deltager drenge og piger, trænere og ledere fra ca. 20 forskellige nationer.
SPOR er en festival for nutidig lyd- og tonekunst. Aarhus by har en lang tradition for at tilgodese den nyeste lyd- og tonekunst, en position som især blev etableret via den årligt tilbagevendende NUMUS festival, som SPOR har afløst. SPOR fandt sted første gang i 2005 under komponist Thomas Agerfeldt Olesens ledelse og med komponist Niels Rønsholdt som årets kurator.
Northside Festivalen er den nyeste festival i Aarhus. Festivalens chef Brian Nielsen fortæller, at man musikalsk ønsker at "præsentere et progressivt line-up af nyere danske og udenlandske artister". Northside Festival er i familie med to af Tysklands største festivaler, Hurricane festival og Southside, og disse festivaler ligger bevidst tidsmæssigt tæt, så man kan være fælles om at hente navne til de respektive festivaler. Fra festivalens side forlyder det desuden, at man på sigt har til mål at blive en af Danmarks mest innovative, bæredygtige og brugerinvolverende festivals. Der bliver i samarbejde med festivalens partnere fokuseret specielt på bæredygtighed inden for energiforbrug, salg af drikke- og madvarer og merchandise. Et fokus, der inden for en årrække skal være med til at gøre Northside Festival CO2-fri.
Aarhus Volume er en ny gadefestival, som holder til på Godsbanen ved Aarkus K. Gadefesten forsøger at samle de kulturelle kræfter i Aarhus til et stort arrangement. Derfor indeholder Aarhus Volume en bred vifte af aktiviteter som f.eks. musik, mad, sport og kunst. Gadefesten blev i 2016 afholdt for første gang med ca. 10.000 gæster. Herefter vandt den unge Albert F. Helmig, som er eventets bagmand, prisen som "Årets Ildsjæl". Succesen gentog sig i juni 2017 med endnu flere besøgende end forrige år. Der er gratis entré til gadefesten.

### Sport
Aarhus Elite
En stor del af elitesporten i Aarhus er helt eller delvist ejet af det børsnoterede selskab Aarhus Elite, som ejer fodboldholdet AGF og selskabet Atletion. AGF's hjemmebane Ceres Park er sammen med Ceres Arena, Team Danmark Bygningen og Hotel Atletion drevet af Atletion.
Atletion har dannet ramme om en række store internationale idrætsbegivenheder, især efter opførelsen af Ceres Arena. VM i standarddanse og VM i idrætsgymnastik blev afholdt her i 2006; fodboldlandsholdet spillede sine kvalifikationskampe i Ceres Park, da Parken i København fik karantæne i 2007; finalen i EM i håndbold 2002 (kvinder) blev spillet her; Aarhus Games i atletik afholdes hvert år i september på Ceres Park.
AGF
Aarhus Gymnastikforening af 1880 (AGF) blev dannet i 1880 og var oprindeligt en gymnastikforening, som antydet af navnet. Efterhånden kom flere sportsgrene til, herunder i 1902 blandt andet fodbold og svømning. Klubben er med sine nu syv afdelinger (svarende til sportsgrene) den i særklasse mest vindende i Danmark med over 300 officielle DM-titler, størstedelen i svømning og atletik.
Siden midten af 1950'erne har klubbens bedste fodboldhold været i den danske elite med fem danske mesterskaber og ni pokaltitler. I 2000'erne og 2010'erne har holdet dog haft det svært og kæmpet for at undgå at rykke ud af Superligaen, hvilket i tre sæsoner ikke lykkedes.
Bakken Bears
Med 14 DM-titler og 10 pokaltrofæer er Bakken Bears en af landets mest vindende basketballklubber.
Aarhus 1900
Aarhus 1900 er medlemsmæssigt den helt store idrætsforening i Aarhus. Foreningen er nok mest kendt for sin atletikafdeling, men det er en meget bred forening med mange sportsgrene herunder badminton, fodbold, svømning og tennis. Foreningen er hvert år arrangør af det store motionsløb, Marselisløbet, hvor der deltager omkring 15.000 motionsløbere og -cyklister.
Skovbakken
En af de andre traditionsrige sportsklubber i byen er Idrætsklubben Skovbakken stiftet i 1927. Klubben tilbyder i disse år tolv idrætsgrene til befolkningen i den nordlige ende af byen og benytter sig blandt andet af Vejlby Risskov Idrætscenter.
Flying Superkids
De verdenskendte unge elitegymnaster Flying Superkids kommer fra Aarhus. Alle børnene bor i eller tæt ved Aarhus, og de udvælges blandt almindelige gymnaster i den almennyttige gymnastikforening, Foreningen Gymnastikgården. Træningen foregår på Gymnastikgården i Aarhus V, som oprindeligt var en bondegård, men i dag er moderniseret og tilbyder mange faciliteter til foreningens cirka 450 medlemmer.
Hestesport
Lidt syd for Aarhus blev i 1989 etableret Det Nationale Hestesportscenter ved den gamle herregård, Vilhelmsborg. Siden har der været afholdt en række stævner inden for ridebanespringning og dressur. I 2005 flyttede Jydsk Pony Væddeløbsforening til Vilhelmsborg og afholder konkurrencer samme sted.
Tæt på Ceres Park & Arena finder man Jydsk Væddeløbsbane fra 1924, der havde sin storhedstid før krigen, hvor banen blev betegnet som Nordeuropas flotteste, og tilskuertal på op til 6.000 var ikke usædvanligt.
Vandsport
Ved Brabrand Sø ligger Brabrand Rostadion, der danner rammen for fælles faciliteter for alle roklubber i Aarhus. Der blev i 2005 afholdt danmarksmesterskab i roning, og i 2007 blev der afholdt danmarksmesterskab i kortbane for kano og kajak.
Med sin placering ud til Kattegat er det oplagt, at der dyrkes sejlsport og roning i og ved Aarhus. Aarhus Sejlklub, stiftet i 1879, har hjemsted i lystbådehavnen, hvorfra der dyrkes sejlsport på mange niveauer. Også klubberne i Egå og Kaløvig regnes normalt til sejlsport i Aarhus. Der er 5 roklubber og 12 kajakklubber i Aarhus.
Andre idrætsgrene
Aarhus Cyklebane blev etableret i 1922 og havde sin storhedstid i efterkrigstiden, og det var ikke udsædvanligt med 10.000 tilskuere. I nyere tid har der inden for sportsdans været mange store arrangementer, og mange kendte dansere har rod i byens klubber.

### Medier
Aarhus er hjemsted for to større aviser. Den største er den landsdækkende Jyllands-Posten, der har domicil i Viby, mens Århus Stiftstidende er en regionalavis, der koncentrerer sin dækning til Aarhus og omegn.
På radio- og tv-området har hver af de to store landsdækkende stationer lokale afdelinger. DR Østjylland producerer lokalradio til P4 og et afsnit på stationens hjemmeside. Dertil kommer en mindre produktion af tv-programmer. TV 2/Østjylland producerer lokal-tv til den østlige del af Region Midtjylland (nogenlunde svarende til det tidligere Århus Amt og Horsens-området). Endvidere producerer DK4 en del udsendelser i Aarhus. Hertil kommer en række mindre lokale stationer.
Endvidere kan det nævnes, at Danmarks Journalisthøjskole befinder sig i det nordlige Aarhus.

### Aarhus som kulturhovedstad 2017
I 2017 fungerede Aarhus sammen med Region Midtjyllands 18 andre kommuner, samt Pafos på Cypern som Europæiske Kulturhovedstæder
Aarhus 2017 handlede om involvering og var resultatet af en proces, der involverede mere end 10.000 mennesker fra hele regionen. I kulturhovedstadsåret fortsatte Aarhus 2017 med at skabe initiativer, hvor borgere kunne engagere sig, deltage og være med til at skabe.
Mere end noget andet, handlede Aarhus 2017 om det at gentænke: Under temaet Let’s Rethink blev Region Midtjylland omdannet til et kulturelt laboratorium, hvor alternative løsninger kunne spire og gro.
Ved afslutningen blev der udgivet en publikation over begivenhedens effekter.
Særlige begivenheder
- Etablering af 4.000 fliser rundt i byen med teksten 'Aarhus 2017', som stadig er der.[116]
- Udstillingen 'The Future' i Mindeparken, hvor et større område blev malet med pink og hvid vandbaseret maling, som en del af værket 'The Garden' hos ARoS. Værket blev hurtigt omdiskuteret og udsat for en del kritik hos borgerne.[117]

## Erhverv
Den kommunalt ejede Aarhus Havn med en godsomsætning i 2006 på over 12 millioner tons er en af byens store virksomheder. Havnen er nu blandt de 100 største containerhavne i verden og en af de største i Skandinavien. Det tidligere Århus Oliefabrik har i mange år været en stor industrivirksomhed ved havnen. I dag er selskabet en del af AarhusKarlshamn, men der produceres stadig vegetabilske olier på havnen til bl.a. chokolade- og kosmetikindustrien.
I 2011 flytter vindmøllefabrikanten Vestas sit hovedkontor til Skejby i det nordlige Aarhus.
I 2003 flyttede butikskæden JYSK sit hovedkontor til forstaden Brabrand i den vestlige del af Aarhus.
Arla Foods har sit hovedkontor i Viby vest for Aarhus. I 2008 har firmaet påbegyndt byggeriet af et nyt domicil på 15.000 kvadratmeter i fem etager, hvor der skal være plads til omkring 600 medarbejdere.
Dansk Supermarked har sine rødder i Aarhus, og hovedkontoret ligger i Højbjerg. Selskabet, der dengang hed Jysk Supermarked, åbnede i 1960 Danmarks første Føtex i Aarhus centrum. Danmarks første Bilka blev ligeledes åbnet ved Aarhus, nemlig i Tilst i 1970.
Terma i Lystrup (satellitby til Aarhus) producerer højteknologiske produkter bl.a. rumfarts- og satellitteknologi og civile og militære radarsystemer.

### Detailhandel
Aarhus har rige muligheder for indkøb. En undersøgelse viste, at byens handel blev styrket i perioden 1998 til 2007.
Byen råder over et konstant forandrende butiksmijø, hvor især Latinerkvarteret i midtbyen tiltrækker de skæve og anderledes butikker.
Danmarks ældste herretøjsforretning, Harder, der blev grundlagt i 1895 ligger i Søndergade.
Byen har to stormagasiner i midtbyen
- Magasin 25.000 m2[126]
- Salling stormagasin 20.000 kvm.[127]

De seks største butikscentre i Aarhus:
- Bazar Vest 110 butikker
- Bruuns Galleri 100 butikker
- City Vest 70 butikker
- Storcenter Nord 65 butikker
- Veri Centret 30 butikker
- Viby Centret 43 butikker

Andre store butikker (kun de største er nævnt)
- Bilka varehus Tilst 28.000 m2
- Ikea Skejby 35.000 m2[128]
- Mega Syd 30.000 kvm, med 15 store butikker[129][130]
- Clemensborg 10.000 kvm med Danmarks næststørste H&M – Monki – Sinnerup.[131]
- Inco 7.000 m2[132]

## Uddannelse
Aarhus præges som uddannelsesby af de mange videregående uddannelser. I 2006 og 2007 blev bl.a. Handelshøjskolen i Aarhus, Handels- og Ingeniørskolen i Herning og Danmarks Pædagogiske Universitet fusioneret med Aarhus Universitet, der dermed står for langt størstedelen af de mere end 130 videregående uddannelser i Aarhus. Universitet har ca. 39.000 studerende og 11.500 ansatte. Universitetet var en selvejende institution indtil 1970, hvor det blev en statslig læreanstalt. Universitetsparken ligger i kupereret terræn, og med ensartede gulstensbygninger danner det en smuk campus. Statsbiblioteket er en del af universitetsparken, og bibliotekets høje bogtårn er en af Aarhus' kendte bygninger. Danmarks Journalisthøjskole, Arkitektskolen Aarhus og Det Jyske Kunstakademi samt en række andre højere læreanstalter tilbyder også lange videregående uddannelser.
Af andre større uddannelsesinstitutioner kan nævnes Århus Købmandsskole og Aarhus Tech med både ungdomsuddannelser, korte videregående uddannelser og efteruddannelser. Derudover er der i byen blandt andet mulighed for at uddanne sig til sygeplejerske, ergoterapeut, skolelærer, pædagog mm. igennem VIA University College samt diakon faglig pædagog på diakonhøjskolen, der er også seks gymnasier i og omkring Aarhus. Endvidere blev den alternative uddannelse, KaosPiloterne, skabt i og har stadig hjemme i Aarhus. Endvidere kan man uddanne sig til skuespiller på Skuespillerskolen ved Aarhus Teater som én af tre statsstøttede skuespilleruddannelser i Danmark (de to andre værende i hhv. København og i Odense). Herudover kan man, som eneste sted i Danmark, uddannes som dramatiker på Dramatikeruddannelsen ved Aarhus Teater.
Der er omtrent 60.000 studerende på videregående uddannelser i Aarhus.
- Aarhus Universitet 39.000
- VIA University College 9.000[137][138]
- Erhvervsakademi Aarhus 7.600[139]
- Danmarks Medie- og Journalisthøjskole 1.207 (i 2012).[140]
- Aarhus Maskinmesterskole 1.000[141]
- Arkitektskolen Aarhus 945[142]
- Det Jyske Musikkonservatorium 421 (i 2012)[140]
- Kaospiloterne 108 (i 2012)[140]
- Det Jyske Kunstakademi 50[143]
- Aarhus Katedralskole

## Galleri
Torve og gader
- Banegårdspladsen
- Byporten
- Bispetorvet, renoveret i 2016.
- Klostertorv
- Nørre Allé
- Vester Allé
- Christen Købkes Gade
- Trøjborgvej
- Ring 2, Viby Ringvej

Boligbyggerier og historiske bygninger
- Havneholmen, ét af de mange nybyggerier på Aarhus Ø
- Boligbyggerier fra 1960'erne og 70'erne
- Almennyttige murstensbyggerier fra 1930'erne, 40'erne og 50'erne. Bakkegaarden (1938).
- Godsbanen (1923 og 2012)
- Hotel Royal (1901)
- Toldboden (1898), som i dag bruges til forskellige arrangementer
- Mejlborg (1898)
- Det Hvide Palæ (1816)
- Juuls Farvehandel (ca. 1600)

Grønne områder og bybilleder
- Aarhus Å
- Mølleparken
- Universitetsparken
- Botanisk Have i Aarhus
- Ingerslevs Boulevard
- Trøjborg, vinterscene
- Strøget, Søndergade
- Latinerkvarteret
- Jydsk Væddeløbsbane

Kirker
- Skjoldhøj Kirke
- Sankt Lukas Kirke på Frederiksbjerg.
- Åbyhøj Kirke vest for den gamle bykerne
- Katolsk Vor Frue Kirke
- Vor Frue Kirke, byens ældste kirke
- Domkirken - Skt. Clements Kirke
- Aarhus Domkirke set fra havnen
- Hasle Kirke